# Selo do Distrito de Colúmbia

Grande Selo do Distrito de Colúmbia

O selo do Distrito de Colúmbia mostra a Iustitia segurando uma grinalda ao pé de uma estátua de George Washington, o lema do Distrito da Colúmbia; "JUSTITIA OMNIBUS" (Latim: Justiça para Todos) e "1871", o ano da criação do selo. Em 2º plano vemos o Capitólio dos Estados Unidos.